# 五一鎮 (頓涅茨克州)
五一鎮（烏克蘭語：Первомайський），是烏克蘭東部頓涅茨克州霍尔利夫卡区斯尼日內市鎮内的鎮，距離頓涅茨克72公里，海拔高度262米，2017年該市級鎮人口2,797。自2014年被俄羅斯入侵後一直被非法占領，按俄行政規劃是頓內茨克人民共和國斯尼日內市議會的市級鎮。